# Lighedsgrundsætningen
Lighedsgrundsætningen er en almindelig forvaltningsretlig retsgrundsætning. Ifølge lighedsgrundsætningen skal to sager behandles ens, hvis deres væsentlige forhold og fakta er ens. I dette tilfælde strider det mod lighedsgrundsætningen at udføre en usaglig forskelsbehandling i den ene sag. Forvaltningen må hverken foretage direkte eller indirekte forskelsbehandling.
Der findes også en speciel retsgrundsætning om ligebehandling af mænd og kvinder; denne specielle retsgrundsætning er blevet lovfæstet (kodificeret) i ligebehandlingsloven. Ifølge ligebehandlingsloven må den offentlige sektor ikke lægge vægt på, om en ansøger til en ledig stilling er en mand eller en kvinde.
Selvom lighedsgrundsætningen ikke er skrevet i en lov, så kan noget af lighedsgrundsætningens budskab udledes af Grundlovens § 70 (om forbud mod at nægte nogen sine rettigheder pga. sin tro eller sin afstamning).
Det følger af lighedsgrundsætningen, at en borger kan støtte ret på SKATs administrative afgørelsespraksis. Det er dog ikke i strid med lighedsgrundsætningen, hvis en offentlig myndighed, fx SKAT, ændrer praksis; blot må den nye praksis ikke stride mod retskilder.
Selv når en kommune foretager et pligtmæssigt skøn, har kommunen pligt til at overholde lighedsgrundsætningen. Dermed regulerer lighedsgrundsætningen den offentlige myndigheds mulighed for at træffe afgørelser og sikrer borgerens retsbeskyttelse.